# Katie Douglas
Kathryn Elizabeth «Katie» Douglas (Indianápolis, 7 de mayo de 1979) es una exbaloncestista estadounidense de la Women's National Basketball Association (WNBA) que ocupaba la posición de alero.
Fue reclutada por los Orlando Miracle en la 10° posición de la primera ronda del Draft de la WNBA de 2001, y militó tanto en los Orlando Miracle (2001–2002) como en los Ano Liosia Basketball (2002–2003), S.U. Glyfada Esperides Kyklos (2003–2004), Connecticut Sun (2003–2007), Vilnius (2004–2007), Ros Casares Valencia (2007–2008), CSKA Moscow (2008–2009), Indiana Fever (2008–2013), Galatasaray (2009–2010), Ros Casares Valencia (2010–2011), Nadezhda Orenburg (2011–2012), Wisła Can-Pack Kraków (2012–2013) y Connecticut Sun (2014).
Fue parte del All-Star Game de la WNBA en cinco oportunidades en 2006, 2007, 2009, 2011 y 2014; además, fue seleccionada como parte del Mejor Quinteto de la WNBA en 2006, 2007, 2009 y 2010. También conformó el Mejor quinteto defensivo de la WNBA en 2005–2007, 2010 y 2011. En el año 2006 fue galardonada CON el MVP del All-Star Game de la WNBA.

## Estadísticas

### Totales
| Año                                                                                              | Equipo | J   | JI  | MJ    | TC   | ITC  | TC%  | 3P  | 3PA  | 3P%  | 2P   | 2PA  | 2P%  | TL  | ITL  | TL%   | RBO | RBD  | RBT  | AST  | STL | BLK | TOV | PF  | PTS  |
| ------------------------------------------------------------------------------------------------ | ------ | --- | --- | ----- | ---- | ---- | ---- | --- | ---- | ---- | ---- | ---- | ---- | --- | ---- | ----- | --- | ---- | ---- | ---- | --- | --- | --- | --- | ---- |
| 2001                                                                                             | ORL    | 22  | 0   | 439   | 51   | 141  | .362 | 18  | 57   | .316 | 33   | 84   | .393 | 34  | 47   | .723  | 16  | 35   | 51   | 39   | 37  | 7   | 44  | 34  | 154  |
| 2002                                                                                             | ORL    | 32  | 30  | 830   | 92   | 205  | .449 | 29  | 79   | .367 | 63   | 126  | .500 | 58  | 67   | .866  | 41  | 94   | 135  | 53   | 49  | 13  | 42  | 66  | 271  |
| 2003                                                                                             | CON    | 28  | 27  | 843   | 120  | 274  | .438 | 47  | 123  | .382 | 73   | 151  | .483 | 49  | 68   | .721  | 33  | 73   | 106  | 56   | 31  | 11  | 28  | 38  | 336  |
| 2004                                                                                             | CON    | 34  | 34  | 1120  | 125  | 321  | .389 | 53  | 153  | .346 | 72   | 168  | .429 | 61  | 77   | .792  | 33  | 99   | 132  | 90   | 50  | 13  | 52  | 73  | 364  |
| 2005                                                                                             | CON    | 32  | 32  | 998   | 119  | 288  | .413 | 31  | 110  | .282 | 88   | 178  | .494 | 82  | 106  | .774  | 45  | 85   | 130  | 94   | 48  | 4   | 54  | 57  | 351  |
| 2006 ★                                                                                           | CON    | 32  | 32  | 1003  | 179  | 404  | .443 | 73  | 173  | .422 | 106  | 231  | .459 | 94  | 112  | .839  | 38  | 83   | 121  | 79   | 62  | 4   | 73  | 48  | 525  |
| 2007 ★                                                                                           | CON    | 34  | 34  | 1133  | 207  | 484  | .428 | 68  | 201  | .338 | 139  | 283  | .491 | 95  | 122  | .779  | 49  | 109  | 158  | 125  | 65  | 10  | 95  | 67  | 577  |
| 2008                                                                                             | IND    | 33  | 33  | 1134  | 170  | 458  | .371 | 57  | 176  | .324 | 113  | 282  | .401 | 119 | 149  | .799  | 41  | 94   | 135  | 106  | 53  | 11  | 100 | 54  | 516  |
| 2009 ★                                                                                           | IND    | 31  | 31  | 1003  | 188  | 459  | .410 | 66  | 189  | .349 | 122  | 270  | .452 | 105 | 122  | .861  | 24  | 96   | 120  | 85   | 56  | 7   | 75  | 45  | 547  |
| 2010                                                                                             | IND    | 34  | 34  | 1014  | 170  | 379  | .449 | 68  | 174  | .391 | 102  | 205  | .498 | 59  | 71   | .831  | 26  | 91   | 117  | 111  | 46  | 13  | 67  | 55  | 467  |
| 2011 ★                                                                                           | IND    | 32  | 32  | 940   | 166  | 357  | .465 | 66  | 150  | .440 | 100  | 207  | .483 | 47  | 70   | .671  | 31  | 95   | 126  | 91   | 41  | 8   | 65  | 48  | 445  |
| 2012                                                                                             | IND    | 32  | 32  | 990   | 184  | 445  | .413 | 80  | 189  | .423 | 104  | 256  | .406 | 81  | 96   | .844  | 33  | 88   | 121  | 71   | 48  | 10  | 53  | 55  | 529  |
| 2013                                                                                             | IND    | 4   | 4   | 143   | 21   | 54   | .389 | 7   | 27   | .259 | 14   | 27   | .519 | 11  | 11   | 1.000 | 5   | 6    | 11   | 6    | 7   | 2   | 11  | 3   | 60   |
| 2014 ★                                                                                           | CON    | 32  | 32  | 1041  | 133  | 372  | .358 | 63  | 177  | .356 | 70   | 195  | .359 | 89  | 105  | .848  | 25  | 81   | 106  | 69   | 30  | 13  | 71  | 56  | 418  |
| Carrera                                                                                          |        | 412 | 387 | 12631 | 1925 | 4641 | .415 | 726 | 1978 | .367 | 1199 | 2663 | .450 | 984 | 1223 | .805  | 440 | 1129 | 1569 | 1075 | 623 | 126 | 830 | 699 | 5560 |
| Notas: J=Juegos; JI=Juegos iniciales; MJ=Minutos jugados; ITC=Intentos de TC; ITL=Intentos de TL |        |     |     |       |      |      |      |     |      |      |      |      |      |     |      |       |     |      |      |      |     |     |     |     |      |

### Por juego
| Año                                                                                              | Equipo | J   | JI  | MJ   | TC  | ITC  | TC%  | 3P  | 3PA | 3P%  | 2P  | 2PA | 2P%  | TL  | ITL | TL%   | RBO | RBD | RBT | AST | STL | BLK | TOV | PF  | PTS  |
| ------------------------------------------------------------------------------------------------ | ------ | --- | --- | ---- | --- | ---- | ---- | --- | --- | ---- | --- | --- | ---- | --- | --- | ----- | --- | --- | --- | --- | --- | --- | --- | --- | ---- |
| 2001                                                                                             | ORL    | 22  | 0   | 20.0 | 2.3 | 6.4  | .362 | 0.8 | 2.6 | .316 | 1.5 | 3.8 | .393 | 1.5 | 2.1 | .723  | 0.7 | 1.6 | 2.3 | 1.8 | 1.7 | 0.3 | 2.0 | 1.5 | 7.0  |
| 2002                                                                                             | ORL    | 32  | 30  | 25.9 | 2.9 | 6.4  | .449 | 0.9 | 2.5 | .367 | 2.0 | 3.9 | .500 | 1.8 | 2.1 | .866  | 1.3 | 2.9 | 4.2 | 1.7 | 1.5 | 0.4 | 1.3 | 2.1 | 8.5  |
| 2003                                                                                             | CON    | 28  | 27  | 30.1 | 4.3 | 9.8  | .438 | 1.7 | 4.4 | .382 | 2.6 | 5.4 | .483 | 1.8 | 2.4 | .721  | 1.2 | 2.6 | 3.8 | 2.0 | 1.1 | 0.4 | 1.0 | 1.4 | 12.0 |
| 2004                                                                                             | CON    | 34  | 34  | 32.9 | 3.7 | 9.4  | .389 | 1.6 | 4.5 | .346 | 2.1 | 4.9 | .429 | 1.8 | 2.3 | .792  | 1.0 | 2.9 | 3.9 | 2.6 | 1.5 | 0.4 | 1.5 | 2.1 | 10.7 |
| 2005                                                                                             | CON    | 32  | 32  | 31.2 | 3.7 | 9.0  | .413 | 1.0 | 3.4 | .282 | 2.8 | 5.6 | .494 | 2.6 | 3.3 | .774  | 1.4 | 2.7 | 4.1 | 2.9 | 1.5 | 0.1 | 1.7 | 1.8 | 11.0 |
| 2006                                                                                             | CON    | 32  | 32  | 31.3 | 5.6 | 12.6 | .443 | 2.3 | 5.4 | .422 | 3.3 | 7.2 | .459 | 2.9 | 3.5 | .839  | 1.2 | 2.6 | 3.8 | 2.5 | 1.9 | 0.1 | 2.3 | 1.5 | 16.4 |
| 2007                                                                                             | CON    | 34  | 34  | 33.3 | 6.1 | 14.2 | .428 | 2.0 | 5.9 | .338 | 4.1 | 8.3 | .491 | 2.8 | 3.6 | .779  | 1.4 | 3.2 | 4.6 | 3.7 | 1.9 | 0.3 | 2.8 | 2.0 | 17.0 |
| 2008                                                                                             | IND    | 33  | 33  | 34.4 | 5.2 | 13.9 | .371 | 1.7 | 5.3 | .324 | 3.4 | 8.5 | .401 | 3.6 | 4.5 | .799  | 1.2 | 2.8 | 4.1 | 3.2 | 1.6 | 0.3 | 3.0 | 1.6 | 15.6 |
| 2009                                                                                             | IND    | 31  | 31  | 32.4 | 6.1 | 14.8 | .410 | 2.1 | 6.1 | .349 | 3.9 | 8.7 | .452 | 3.4 | 3.9 | .861  | 0.8 | 3.1 | 3.9 | 2.7 | 1.8 | 0.2 | 2.4 | 1.5 | 17.6 |
| 2010                                                                                             | IND    | 34  | 34  | 29.8 | 5.0 | 11.1 | .449 | 2.0 | 5.1 | .391 | 3.0 | 6.0 | .498 | 1.7 | 2.1 | .831  | 0.8 | 2.7 | 3.4 | 3.3 | 1.4 | 0.4 | 2.0 | 1.6 | 13.7 |
| 2011                                                                                             | IND    | 32  | 32  | 29.4 | 5.2 | 11.2 | .465 | 2.1 | 4.7 | .440 | 3.1 | 6.5 | .483 | 1.5 | 2.2 | .671  | 1.0 | 3.0 | 3.9 | 2.8 | 1.3 | 0.3 | 2.0 | 1.5 | 13.9 |
| 2012                                                                                             | IND    | 32  | 32  | 30.9 | 5.8 | 13.9 | .413 | 2.5 | 5.9 | .423 | 3.3 | 8.0 | .406 | 2.5 | 3.0 | .844  | 1.0 | 2.8 | 3.8 | 2.2 | 1.5 | 0.3 | 1.7 | 1.7 | 16.5 |
| 2013                                                                                             | IND    | 4   | 4   | 35.8 | 5.3 | 13.5 | .389 | 1.8 | 6.8 | .259 | 3.5 | 6.8 | .519 | 2.8 | 2.8 | 1.000 | 1.3 | 1.5 | 2.8 | 1.5 | 1.8 | 0.5 | 2.8 | 0.8 | 15.0 |
| 2014                                                                                             | CON    | 32  | 32  | 32.5 | 4.2 | 11.6 | .358 | 2.0 | 5.5 | .356 | 2.2 | 6.1 | .359 | 2.8 | 3.3 | .848  | 0.8 | 2.5 | 3.3 | 2.2 | 0.9 | 0.4 | 2.2 | 1.8 | 13.1 |
| Carrera                                                                                          |        | 412 | 387 | 30.7 | 4.7 | 11.3 | .415 | 1.8 | 4.8 | .367 | 2.9 | 6.5 | .450 | 2.4 | 3.0 | .805  | 1.1 | 2.7 | 3.8 | 2.6 | 1.5 | 0.3 | 2.0 | 1.7 | 13.5 |
| Notas: J=Juegos; JI=Juegos iniciales; MJ=Minutos jugados; ITC=Intentos de TC; ITL=Intentos de TL |        |     |     |      |     |      |      |     |     |      |     |     |      |     |     |       |     |     |     |     |     |     |     |     |      |